# Waiau River (Gisborne)
Der Waiau River ist ein Fluss in der Region Gisborne auf der Nordinsel von Neuseeland.

## Geographie
Der Waiau River entsteht durch den Zusammenfluss des Ngapunarua Stream und des Pangopango Stream. Von dort aus fließt der Fluss für rund 1,75 km in einem viertel Bogen entgegengesetzt dem Uhrzeigersinn und knickt am Ende von seiner nördlichen Ausrichtung nach Osten ab. Rund 4 km östlich windet sich der Fluss in einem sehr weiten Bogen nach wieder in eine nördliche Richtung, um ab Flusskilometer 20 wieder nach Osten zu driften und nach insgesamt 30,5 km zusammen mit dem Mangarakai Stream den Hikuwai River zu bilden.